# Gyllenhielm
Namnet Gyllenhielm (Gyldenhielm) gavs till utomäktenskapliga barn till Gustav Vasas ättlingar. De var åtta frillobarn som erkändes som naturliga barn med namnet Gyllenhielm. Att erkänna barn som var födda utanför äktenskapet av en frilla var inte ovanligt vare sig bland kungliga personer eller allmogen i det medeltida Sverige, Magnus Erikssons landslag från 1350 reglerade hur frillobarn skulle uppfostras och gav dem viss arvsrätt.

## Familjerna Gyllenhielms ursprung

### Johan III:s barn med Karin Hansdotter
Karin Hansdotter förde i sitt vapen en sparre åtföljd av tre stjärnor. Karin Hansdotter var dotter till Hans Klasson, präst i Stockholm och möjligen identisk med munken Hans Kökemäster.
1. Sofia Johansdotter (Gyllenhielm), (1556 (1559)–1583). Hon fick rätten att bära samma vapen som brodern. Gift 1580 med friherren Pontus De la Gardie och blev anmoder till flera svenska högadliga ätter.
2. Julius Gyllenhielm, (1560— nyår 1580–81). 1580 utnämnd till befälhavare på Åbo slott. Ogift, men uppges ha blivit trolovad med greve Per Brahe d.ä:s dotter Karin.
3. Lucretia Johansdotter (Gyllenhielm), (1561—1585). Ogift. Var trolovad med friherre Carl Gustafsson Stenbock. Hon fick rätten att bära samma vapen som brodern.

### Hertig Magnus
Magnus Gustafsson Vasa (1542–1595)
frilla: Valborg Eriksdotter
1. Virginia (1560 – ca. 1572).
2. Lucretia Magnusdotter Gyllenhielm (1562–1624), gift med Christoffer von Wernstedt.

frilla: Anna von Haubitz
1. Helena Magnusdotter Gyllenhielm (1572–1630), gifte sig med Wollmar Yxkull och blev anmoder åt Ätten Meijendorff von Yxkull nr 74.

### Hertig Karls (Karl IX:s) barn med Karin Nilsdotter
Karin Nilsdotter var dotter till kyrkoherden Nicolaus Andreae från Husby i Östergötland.
1. Carl Carlsson Gyllenhielm (1574–1650), gift 1615 med Kristina Ribbing (1593–1656)

### Hertig Karl Filips barn med Elisabet Ribbing
Karl Filip (1601–1622), var son till Karl IX och Kristina av Holstein-Gottorp. Karl Filip var förenad i ett hemligt äktenskap med Elisabet Ribbing (som var syster till Carl Carlsson Gyllenhielms fru Kristina).
1. Elisabet Carlsdotter (Gyllenhielm) (1622–1685), gift med 1) Axel Turesson (Natt och Dag), son: Karl Axelsson (Natt och Dag) 2) Balthasar Marschalck. Begravda i Strängnäs domkyrka.